# Елисеев, Федот Васильевич

Майор Елисеев Ф.В.

Федот Васильевич Елисе́ев (1 марта 1915, Стерлитамакский уезд, Уфимская губерния — 21 мая 2004, Курган) — гвардии полковник Советской Армии, участник Великой Отечественной войны и советско-японской войны, военный комиссар города Кургана (1955−1963), военный комиссар Октябрьского района города Кургана (1963−1966), Герой Советского Союза (1943).

## Биография
Ф. Елисеев родился 1 марта 1915 года в крестьянской семье в деревне Елисеевка (Мудровка) Бала-Четырмановской волости Стерлитамакского уезда Уфимской губернии, ныне деревня не существует, территория находится в Пугачёвском сельсовете Фёдоровского района Республики Башкортостан. Отец, Василий Иванович (1886—?), владел пасекой. В семье было пятеро детей: Федот (1915—2004), Николай (1919—2014), Павел, Владимир и Клавдия.
Получил неполное среднее образование, в 1930 году вступил в колхоз «Доброволец». В 1934 году на собрании сельчан Федот Елисеев был избран продавцом магазина, открытого в д. Хитровка. В 1935 году председатель колхоза Авдонкин убедил его перейти работать заведующим животноводческой фермой.
В 1935—1938 годах проходил службу в Рабоче-крестьянской Красной Армии. Служил в пехотных частях войск НКВД СССР, окончил школу сержантского состава. В 1938 году после демобилизации возглавил Фёдоровский районный совет ОСОАВИАХИМа.
С 1939 года член ВКП(б), в 1952 году партия переименована в КПСС.
В 1939 году учился на курсах младших лейтенантов в г. Магнитогорске.
В 1940 году был повторно призван в армию. После окончания учебного курса в звании младшего лейтенанта его направили в с. Давлеканово Башкирской АССР в распоряжение 717-го стрелкового полка на должность комвзвода.
В мае 1941 года назначен командиром стрелковой роты и направлен на военные учения в Белорусскую ССР. При выгрузке из эшелона воинская часть попала под фашистскую бомбёжку. А 25 июня вступили в первый рукопашный бой с немцами; рота Елисеева обратила в бегство гитлеровское подразделение. После новых боевых схваток с врагом остаткам роты пришлось отступать, трижды прорываться из окружения. 29 июля Елисеев был ранен. После выхода из окружения лечился в госпитале.
В 1943 году Федот Васильевич окончил Высшие стрелково-тактические курсы усовершенствования командного состава пехоты «Выстрел». К июлю 1943 года гвардии капитан Федот Елисеев командовал батальоном 205-го гвардейского стрелкового полка 70-й гвардейской стрелковой дивизии 13-й армии Центрального фронта.
6—10 июля 1943 года батальон держал оборону на Орловско-Курском направлении, отбив несколько десятков атак немецких танковых подразделений. 20-21 сентября 1943 года батальон Елисеева переправился через Днепр в районе села Домантово Чернобыльского района Киевской области Украинской ССР, захватил и удержал плацдарм на его западном берегу. В тех боях батальон уничтожил около 700 солдат и офицеров противника и захватил большие трофеи. Домантово затоплено при строительстве Киевского водохранилища в 1964—1966 годах.
Указом Президиума Верховного Совета СССР от 16 октября 1943 года за «умелое командование батальоном, образцовое выполнение боевых заданий командования и проявленные при этом геройство и мужество» гвардии капитан Федот Елисеев был удостоен высокого звания Героя Советского Союза с вручением ордена Ленина и медали «Золотая Звезда» за номером 1810.
Участвовал в советско-японской войне в должности командира 52 гвардейского стрелкового полка (Забайкальский фронт).
В 1945 году окончил ускоренный курс Военной академии имени М. В. Фрунзе и был направлен в Китай, где командовал 17-м пулемётно-артиллерийским полком, дислоцированном в Дальнем, имевшем статус свободного китайского порта, арендованного СССР.
В 1952—1963 годах был военным комиссаром города Кургана, после расформирования городского комиссариата в 1963—1967 годах — военным комиссаром Октябрьского района Кургана. В 1967 году в звании полковника Елисеев был уволен в запас. Проживал в Кургане, вёл большую общественную работу по военно-патриотическому воспитанию молодёжи.
Федот Васильевич Елисеев умер 21 мая 2004 года, похоронен на Новом Рябковском кладбище города Кургана Курганской области, на центральной аллее кладбища.

## Награды и звания
- Герой Советского Союза, 16 октября 1943 года[8]
  - Орден Ленина
  - Медаль «Золотая Звезда» № 1810
- Орден Александра Невского, 1 октября 1943 года[9]
- Орден Отечественной войны I степени, 6 апреля 1985 года[10]
- Орден Отечественной войны II степени, 22 мая 1944 года[11]
- Два ордена Красной Звезды, 4 августа 1943 года[12] и ?
- Медали, в том числе:
  - Медаль «За победу над Германией в Великой Отечественной войне 1941—1945 гг.», 10 октября 1945 года[13]
- Две медали «Китайско-советская дружба», первую из этих медалей вручил Чжоу Эньлай.
- Почётное звание Почётный гражданин Курганской области, 29 января 2003 года[14].
- Почётное звание Почётный гражданин города Кургана, 1995 год.
- Почётный гражданин Фёдоровского района Республики Башкортостан.[15]

## Память

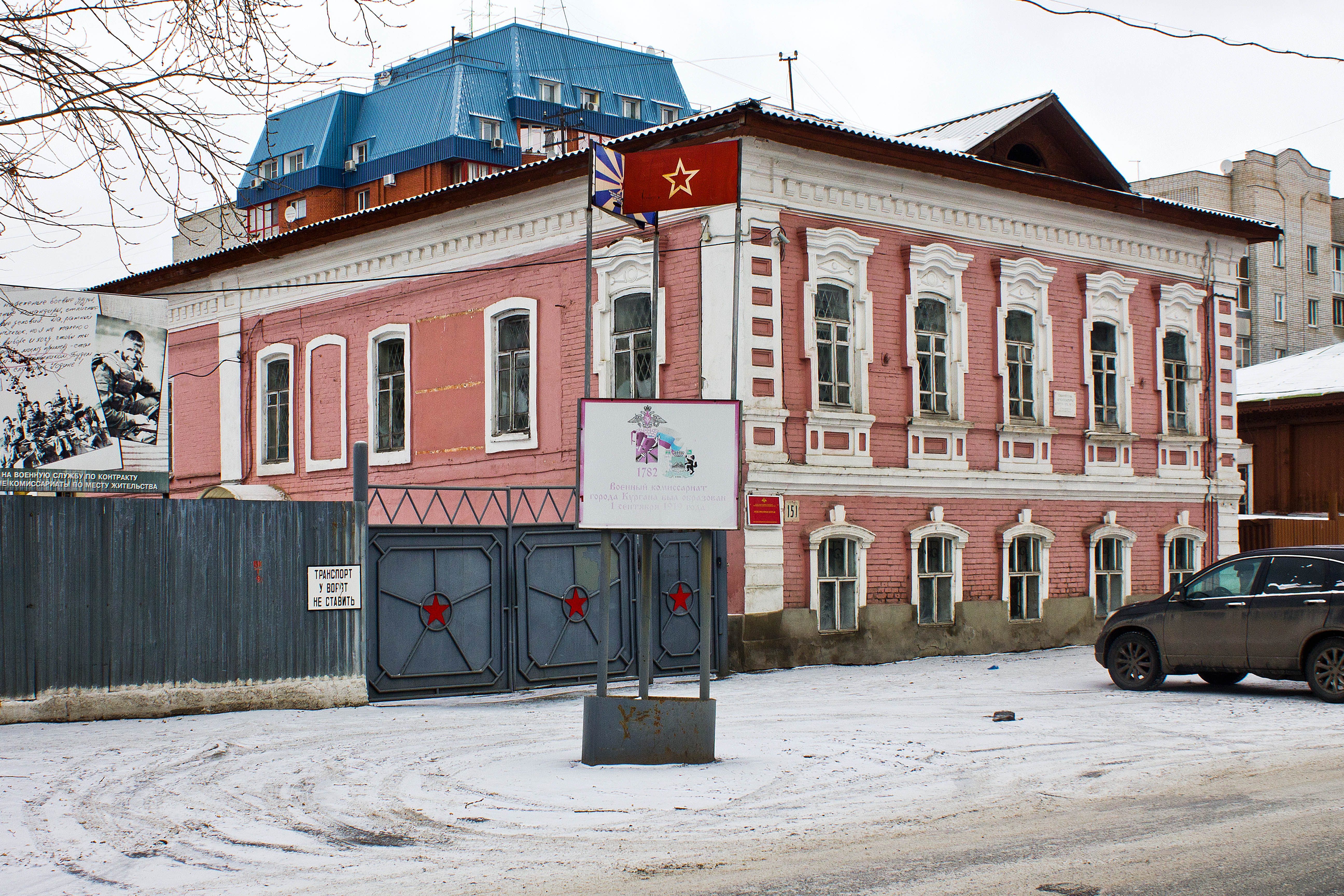
Здание, где проходил службу военный комиссар Ф. В. Елисеев, г. Курган, ул. Советская, 151.

- Улица Федота Елисеева, 16-й микрорайон Заозёрного жилого массива города Кургана, название присвоено в апреле 2018 года[16][17].
- Мемориальная доска на доме, где Ф. В. Елисеев жил с 1979 по 2004 год, город Курган, ул. М. Горького, 127[18].
- Мемориальная доска на здании, где проходил службу военный комиссар Ф. В. Елисеев, город Курган, ул. Советская, 151; установлена 1 марта 2018 года[19].
- Садоводческое некоммерческое товарищество им. Героя Советского Союза Ф. В. Елисеева, расположено в районе Рябково города Курган, ограничено с запада ул. Лескова, с севера ул. Черняховского, с востока Рябковским кладбищем.
- Турнир по баскетболу памяти Героя Советского Союза Федота Васильевича Елисеева[20].

## Семья
Федот Васильевич Елисеев был женат, воспитал трех сыновей.